# Garcinia densivenia
Garcinia densivenia là một loài thực vật có hoa trong họ Bứa. Loài này được Engl. mô tả khoa học đầu tiên năm 1908.